# Tnine Amellou

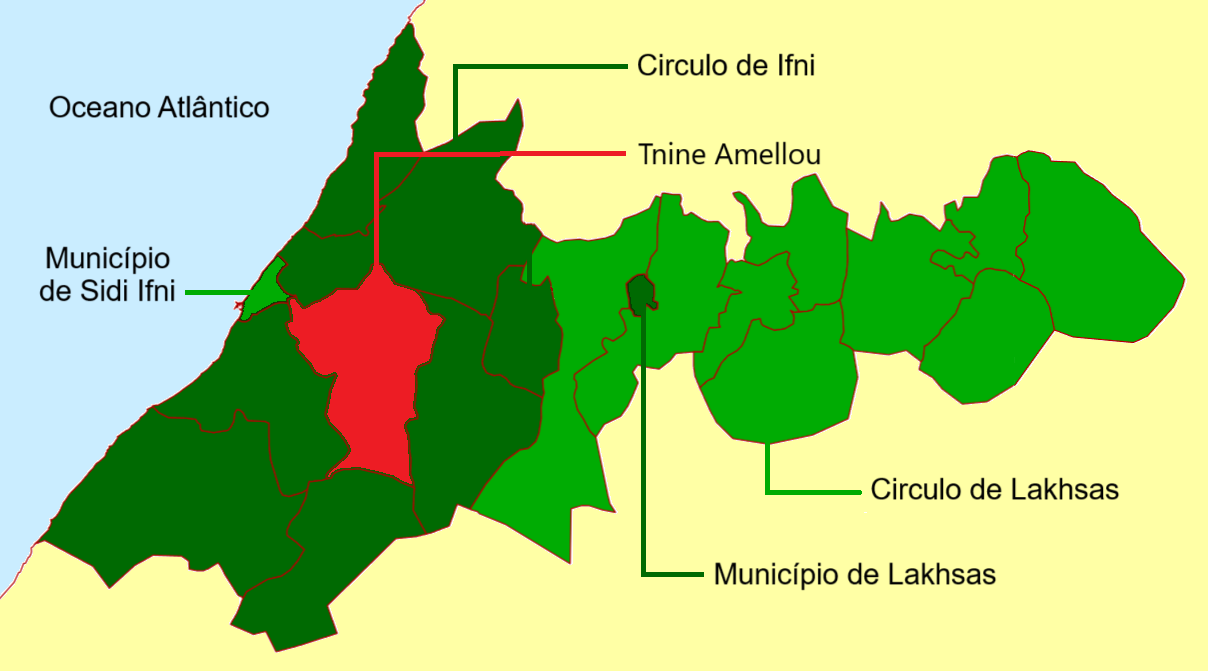
Localização da comuna, dentro da província.

Amellou é uma comuna marroquina criada em 1962, localizada na província de Sidi Ifni, circulo de Ifni e região de Guelmim-Oued Noun. Entre 1934 e 1969 fez parte do território Espanhol do Ifni, sendo chamada de Amel-lu. Tem uma área de 92 km² e em 2014 tinha 3.674 Habitantes. Localiza-se a 35 Km da capital de província, sendo o seu relevo plano e o seu clima árido. Pratica-se agricultura de sequeiro no seu território.

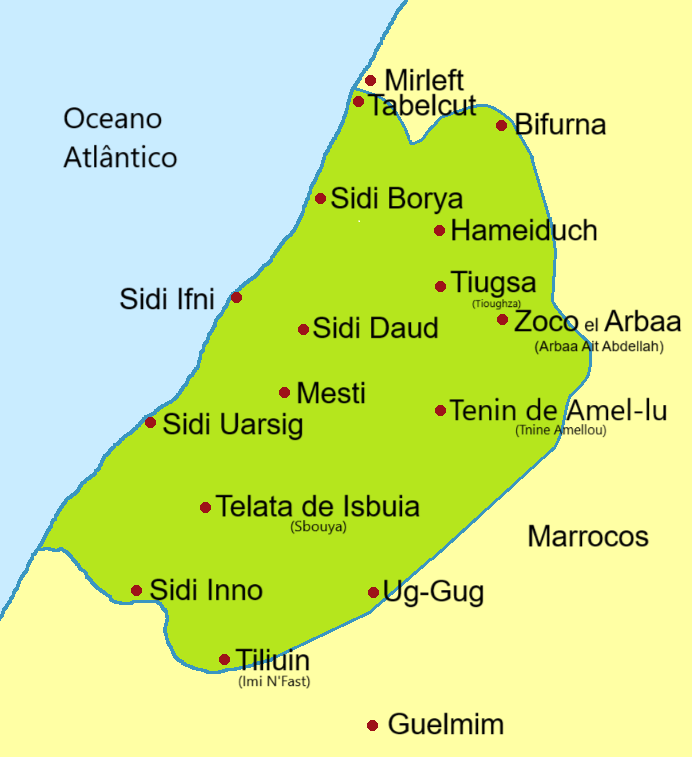
O território Espanhol de Ifni em 1957.
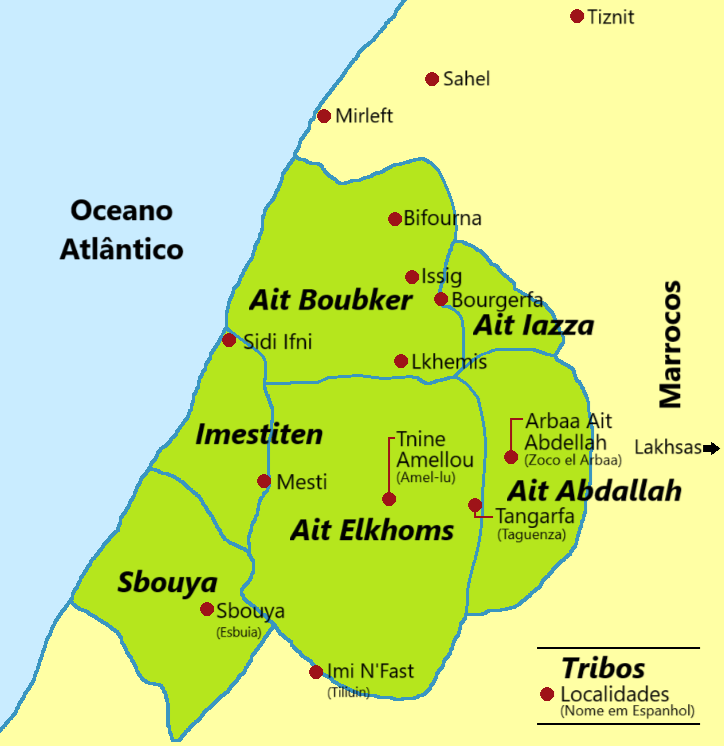
Distribuição tribal existente, no território povoado pelas tribos da confederação dos Aït Baamrane.